# Torgny Melins
Torgny Melins är ett svenskt dansband från Säffle i Värmland som bildades 1983. Det består av Torgny Melin (gitarr, saxofon och sång), Tommy Pettersson (bas och sång), Tony Eriksson (sång och keyboard), Peter Nordhström (trummor och sång) och Stefan Haglund (saxofoner, gitarr och sång).
Torgny Melins framträdde på Arvikafestivalen och Hultsfredsfestivalen 2006, och blev därmed första dansband på Hultsfredsfestivalen sedan Sven-Ingvars var där 1991. Bandet är bland annat känt för sina covers av Teddybears Sthlms låtar på albumet "Dansbander" från 2006. Utöver det har de gjort originalmusiken till filmen "Snart är det lördag igen" från 2007.
I maj-juni 2007 sände TV4 en dokumentärserie om bandets liv under festivalspelningarna under 2006, Torgny Melins - från Säffle till Stureplan. 2007 spelade bandet också in duetten "Ska du gå din väg" med Kikki Danielsson på bandets album Allting som vi har.
Bandet deltog även i Dansbandskampen 2009, där man var en av finalisterna.
I mars 2011 tog bandet timeout.

## Diskografi

### Album
- Torgny Melins - 1996
- Torgny Melins 15 år - 1999
- Dansbander - 2006
- Allting som vi har - 2007
- Dansbandsnatt - 2010

#### Singlar
- Bortom allt - 2008

### Fotnoter
1. ↑  Information i Svensk mediedatabas.
2. ↑  ”Får jag lov”. 14 mars 2011. http://www.fjl.se/Tidningen/Notiser/Torgny-Melins-tar-timeout/. Läst 4 januari 2012.